# Gino D'Antonio
Gino D'Antonio est un auteur italien de bandes dessinées, né à Milan le 16 mars 1927 et mort le 24 décembre 2006. 
Autodidacte, il commence sa carrière quasiment par hasard. Au milieu des années 1940, il est le voisin de Mario Oriani, rédacteur au Corriere dei Ragazzi, qui l'aide à commencer sa carrière d'auteur et de dessinateur de BD.

## Biographie

### Débuts
D'Antonio débute en 1947 avec Jess Dakota, pour lequel il signe scénario et dessins dans un style encore approximatif et visiblement inspiré du Steve Canyon de Milton Caniff. Cette réalisation est suivie en 1951 d'une collaboration avec la revue Il Vittorioso.
Comme de nombreux autres auteurs italiens de bande dessinée, D'Antonio a collaboré avec l'éditeur britannique Fleetway, dessinant des histoires de guerre et adaptant des classiques pour la bande-dessinée (entre autres Vingt mille lieues sous les mers et Moby Dick).

### L'Histoire de l'Ouest et le succès
C'est en 1967 que D'Antonio commence ce qui reste son œuvre la plus célèbre, L'Histoire de l'Ouest, chez Cepim (aujourd'hui Bonelli). Cette bande dessinée au ton héroïque s'appuie sur une solide documentation historique, fournissant une représentation réaliste du Far West. D'Antonio ne s'est d'ailleurs pas limité à l'écriture du scénario : il réalise certains dessins, les autres étant signés de Renzo Calegari et Renato Polese.
En 1971 commence pour D'Antonio une longue collaboration avec Il Giornalino ; on se souvient[Qui ?] principalement de l'album Le Soldat Cascella, dont il réalise dessins et scénario, ainsi que des Hommes Sans Gloire, situés pendant la Seconde Guerre Mondiale, avec le dessinateur Ferdinando Tacconi. En parallèle, D'Antonio continue ses travaux pour Bonelli : il conçoit le texte et les dessins de certains volumes de la série Un Homme d'Aventure, et écrit encore le scénario de Bella et Bronco, un autre western de moindre succès, ainsi que Mac l'Etranger pour le magazine Orient Express.
1987 voit sa promotion au poste de responsable du secteur BD du journal Il Giornalino, un poste qu'il abandonne en 1992.

### Une fin de carrière consacrée aux scénarios
Durant les dernières années de sa carrière, D'Antonio met un frein à sa carrière de dessinateur pour se concentrer pour son activité de scénariste, plus importante à ses yeux. Il écrit le scénario de plusieurs épisodes de la série Nick Raider, ainsi qu'une histoire de Julia.
Au moment de sa mort, il travaille à des scénarios de western pour la série inédite Tex, un personnage qu'il a pourtant longtemps déclaré le dépasser[pas clair]. Son travail s'est limité, d'après le site de la maison d'édition milanaise, à l'écriture d'une histoire.
En 2007, toujours en collaboration avec Callegari, est publiée de manière posthume, toujours pour le même éditeur, la dernière bande dessinée de D'Antonio: Bandidos.

## Œuvres

### En tant que dessinateur
(mai 2019).
- 1950 : il fait la connaissance de Mario Leone et dessine sur ses textes la série Angeli della strada, publié en albums a strisce (à l'italienne) aux éditions Cremona Nuova qui fut réédité par l'éditeur Selene de Milan dans la collection Zanetto, où le titre fut changé en Marcellino.

- 1952 à 1954 : Il travailla brièvement pour le compte de Mondadori, dessinant les aventures de Pecos Bill créé par Guido Martina et Raffaele Paparella.

- 1952 :  Travaille avec Roy D'Amy (pseudonyme de Rinaldo Dami) sur Pecos Bill puis l'assiste sur la série Gordon Jim. En 1954 il rejoint d'Amy qui dirige son propre studio pour lequel travaillent de nombreux dessinateurs réalisant des BD pour le marché britannique. Au sein du studio Dami, D'Antonio illustre Junior Mirror, Junior Express, Top Spot et War Library, fait des couvertures pour Eagle et Boys World et adapte quelques classiques de la littérature (Vingt mille lieues sous les mers, Moby Dick, Quo Vadis) pour Tell me Why et World of Wonder.

- 1951 à 1957 : Il collabore avec Il Vittorioso du no 36 au 50 où il publie Il trasvolatore delle Alpi, sur des scénarios de Camerini. Il signe également des histoires brèves paraissant en épisodes comme Il campeggio dei Campioni (no 2 à 13 en 1952), Due ragazzi e mezza statua (dans les no 33 à 39 en 1954), I ragazzi di Via Larga (no 9 à 22 en 1955), De Barba, Il fortino sull'Huron (no 2 à 19 en 1956) écrit à l'origine par Sandro Cassone (réécrit presque complètement par D'Antonio), dessine La giovinezza di Arturo - Leggenda medioevale, sur des textes de Leone. Enfin, il illustre le roman Terra Rossa de Luciana Martini publié dans les no 1 à 25 en 1955.

- 1955 à 1956 : toujours pour Audace et toujours avec G.L. Bonelli, il dessine quelques épisodes de I Tre Bill et collabore à Western, revue édité par Dardo, éditeur pour qui il fait quelques illustrations.

- 1954 : Il réalise de nombreuses illustrations pour l'hebdomadaire Domenica del Corriere et dessine quelques épisodes de la deuxième série de El Kid, sur scénario de Gian Luigi Bonelli, chez Audace (la première incarnation de Sergio Bonelli Editore)

- 1965 : Il travaille dans la publicité et signe la campagne en BD du dentifrice Colgate.

- 1967 : il réalise de nombreuses illustrations en noir et blanc pour la collection Sui sentieri del West éditée par AMZ.

- 1978 : Chez SuperGulp, un périodique éphémère, il signe une BD inspirée d'une émission télévisée du même nom, construite sur le modèle de l'éditeur Eura (Lanciostory et Skorpio) en collaboration avec des scénaristes renommés tel que Sclavi, Castelli, Alessandrini et Civitelli. D'Antonio réalise aussi textes et dessins de tous les épisodes de la série de guerre Il mercenario.

- 1983 : Il dessine en alternance avec Tacconi les couvertures de Full, première expérience (vite abandonnée) de Bonelli en matière d'habodmadaire. La revue a été rééditée en épisodes dans trois numéros de Un homme, une aventure (version italienne).
- En 1983 encore, pendant la réédition de la Storia del West (dans la collection plus communément appelée "Serie Rossa"), paraissent 192 pages qui viennent compléter la série originale et paraissent avec les no 73 à 75. Dans le numéro 11 du mensuel Orient Express (encore une propriété de Sergio Bonelli Editore qui a racheté les éditions l'Isola Trovata) paraît L'intervista, un bref récit en couleurs réalisés par D'Antonio qui vient conclure la série.

- 1984 à 1985 : D'Antonio lance une nouvelle série de western intitulée Bella & Bronco (parue dans le petit format El Bravo en France). Les épisodes ne font que 64 pages mais dans un format légèrement plus grand que le traditionnel Bonelli (23,5x16,5 cm). L'originalité vient du fait que l'un des héros est une femme, ce qui est plutôt rare en matière de western. D'Antonio signe seul 16 numéros, puis il collabore avec de nombreux dessinateurs (Polese, Alessandro Chiarolla, les frères Gaspare et Gaetano Cassaro ainsi que Giovanni Freghieri).

### En tant que scénariste
- 1967 à 1980 : Création de La storia del West (La Route de L'Ouest) pour Bonelli (qui s'appelle encore Araldo). Durant leur collaboration avec le studio Dami, l'idée initiale prévoyait une publication hebdomadaire de petits épisodes de 24 pages avec un article approfondi sur la conquête de l'Ouest, mais Bonelli réussit à les convaincre d'opter pour les albums « classiques » (chez Bonelli) de 96 pages mensuels. La série est hébergée dans la collection Collana Rodeo, ce qui permet d'alterner avec des histoires de western diverses quand D'Antonio et ses dessinateurs ne parviennent pas à suivre le rythme. Il y a ainsi 73 épisodes de la série sur 162 numéros de la collection.

- 1970 : Il entame sa collaboration avec Il Giornalino de l'éditeur Paoline. Sur des textes d'Alberto Ongaro, il dessine les épisodes de Jim Lacy, réalise la brève histoire de Il Soldato Casciella, crée le personnage de Susanna (dont il écrit tous les épisodes et collabore aux dessins avec ses amis Renato Polese et Ferdinando Tacconi). Enfin, il termine l'adaptation de L'île mystérieuse entamée par Franco Caprioli et interrompue par la mort de l'auteur.

- 1976 : Il réalise scénario et dessins de L'Uomo dello Zululand, second volume de la collection d'albums cartonnés Un uomo un'avventura, (Un Homme, une Aventure, paru chez Mon journal en grand format) édité par Cepim (une autre incarnation de l'éditeur Bonelli). Il signe aussi le no 5, L'uomo del deserto, dessins de Tacconi, le no 8, L'uomo di Pechino, dessins de Polese, le no 16, L'uomo di Ivo Jima sur ses propres dessins, le no 23, L'uomo del Bengala, dessins de Buzzelli, et le dernier numéro de la collection, le no 30, L'uomo di Rangoon, avec l'aide de Ferdinando Tacconi aux dessins.

- 1986 : Dans Orient Express, il crée, sur des dessins de Tacconi, le personnage de Mac lo Straniero. 3 épisodes publiés en feuilleton. Cette série est rééditée dans la collection I Protagonisti.
- En 1986 toujours, il crée Uomini senza Gloria (Les hommes sans gloire), une grande fresque historique sur la Seconde Guerre mondiale.

- 1989 : Il écrit un scénario pour Nick Raider, le nouveau personnage Bonelli créé par Claudio Nizzi. Son premier scénario paraît pour le no 13 Una minaccia dal passato, et est dessiné par Polese. Depuis, il a écrit de nombreux épisodes pour cette série.

- 1999 : il travaille sur la nouvelle série Bonelli : Julia en tant que scénariste pour le no 14 intitulé Il cacciatore avec Giancarlo Berardi.

### Publications en français
- El Bravo, Aventures et Voyages, collection Mon journal

99. L'Équipage infernal, scénario et dessins collectifs, 1985
103. Péril jaune, scénario de Gino d'Antonio, dessins de Renato Polese et Ivo Pavone, 1986
105. Sur la Piste du traître, scénario de Gino d'Antonio et Pierre Castex, dessins de Renato Polese et Saverio Micheloni, 1986
106. La Fuite dans le marais, scénario de Gino d'Antonio et Pierre Castex, dessins de Renato Polese et Saverio Micheloni, 1986
111. La Loi des Shoshoni, scénario de Gino d'Antonio et Pierre Castex, dessins de Renato Polese, Michel-Paul Giroud et Saverio Micheloni, 1987
- L'Histoire de l'Ouest, scénario de Gino d'Antonio, Clair de Lune, collection Encre de Chine-Fumetti

1. Tome 1, dessins de Renato Polese et Renzo Calegari, 2012  (ISBN 978-2-353-25397-5)
2. Tome 2, dessins de Renato Polese, Giorgio Trevisan, Sergio Tarquinio et Renzo Calegari, 2012  (ISBN 978-2-353-25398-2)
3. Tome 3, dessins de Renato Polese, Giorgio Trevisan et Sergio Tarquinio, 2012  (ISBN 978-2-353-25453-8)

- L'Homme d'Iwo Jima, scénario et dessins de Gino D'Antonio, Christian Chalmin, collection Un homme - Une aventure, 1986  (ISBN 2-900238-06-4)
- L'Homme des pyramides, scénario de Gino d'Antonio, dessins d'Enric Sió, Dargaud, collection Un homme - Une aventure, 1979  (ISBN 2-205-01331-9)
- L'Homme du désert, scénario de Gino d'Antonio, dessins de Ferdinando Tacconi, Dargaud, collection Un homme - Une aventure, 1979  (ISBN 2-205-01329-7)
- L'homme du Zoulouland, scénario et dessins de Gino D'Antonio, Dargaud, collection Un homme - Une aventure, 1979  (ISBN 2-205-01326-2)
- Pirates, Aventures et Voyages, collection Mon journal

60. Les Pirates de la Mer de Chine, scénario et dessins de Gino D'Antonio, 1975
- La Route de l'Ouest, Aventures et Voyages, collection Mon journal

4. Le Point, scénario de Gino d'Antonio et Angus Allan, dessins collectifs, 1972
5. Les Nordistes pacifient, scénario de Gino d'Antonio et Angus Allan, dessins d'Eric Dadswell, 1972
27. La Longue Chasse, scénario de Gino d'Antonio, dessins d'Arturo del Castillo, 1976
28. Le Fruit de la haine, scénario de Gino d'Antonio, dessins d'Arturo Del Castillo, 1976
29. La Rivière perdue, scénario de Gino d'Antonio, dessins d'Arturo Del Castillo, 1977
44. Je suis le vent, scénario de Robin Wood et Gino d'Antonio, dessins d'Arturo del Castillo, Renato Polese et Juan Dalfiume, 1978
84. Territoire des Pieds Noirs, scénario de Gino d'Antonio, Mario Basari et Tony Pagot, dessins de Luigi Sorgini et Aldo Capitanio, 1981
89. La Terre des Mac Donald, scénario de Gino d'Antonio, Andrea Mantelli et Héctor Germán Oesterheld, dessins de Paolo Ongaro et Jorge Moliterni, 1982
109. Trois pelés et un tond, scénario de Gino d'Antonio, Mino Milani, Paolo Ongaro et Plinio Pincirolli, dessins de Juan Arancio et Alberto Ongaro, 1983
113. La Charge des Longs Couteaux, scénario de Gino d'Antonio, Mino Milani, Paolo Ongaro et Plinio Pincirolli, dessins de Juan Arancio et Alberto Ongaro, 1984
115. Le Renégat, scénario de Gino d'Antonio et Mino Milani, dessins de Juan Arancio, 1984
118. L'Homme au pistolet, scénario de Gino d'Antonio et Mino Milani, dessins de Juan Arancio, 1984
127. Les Rats de l'Ouest, scénario de Gino d'Antonio et Claudio Cicogna, dessins de Jesús Blasco, 1985
- Tex, Clair de Lune, collection Spécial

18. Seminoles, scénario de Gino d'Antonio, dessins de Lucio Filippucci, 2010  (ISBN 978-2-353-25224-4)
- Histoire du Far-West, Éditions Larousse

23. Calamity Jane, scénario d'André Bérélowitch, dessins Gino d'Antonio, 1980
35. Les Indiens du Pacifique, scénario d'André Bérélowitch, dessins Gino d'Antonio, 1982
- Marcellino, scénario de Leone Mario, dessins Gino d'Antonio, Éditions des Remparts, 1958

1. Cinq mille dollars
2. À la Poursuite du voleur
4. Cinq Kilos de dynamite
5. Incendie à l'opéra
11. Une Bombe dans leur valise
12. Messages mystérieux
14. L'Indien aux herbes magiques
17. Terrible explosion
18. Poursuite sur les eaux
21. La Vengeance de Jonas
35. Le Trésor du temple
40. Guerre à l'usurpateur
41. Ofir en danger

## Récompenses
- Gino d'Antonio s'est vu décerner le prix des Trois Jours de BD de Genève édition en 1971, ainsi que le prix ANAF au Salon des Comics de 1974, pour La Storia del West. Ce même prix ANAF le consacrera, deux années de suite (1977 et 1978), meilleur scénariste italien en activité ; ses talents seront de nouveau récompensés en 1980 à l'Exposition Internationale des Comics de Rapallo avec le prix du meilleur scénariste.
- En 1996, le jury du Salon International des Comics de Luccalui décerne le titre de Maître des comics pour l'ensemble de son œuvre.